# Haitham Asiri
Haitham Mohammed Asiri (arabisch هيثم محمد عسيري, DMG Haiṯam Muḥammad ʿAsīrī; * 25. März 2001) ist ein saudi-arabischer Fußballspieler.

## Karriere

### Klub
Seit der Jugend ist er bei al-Ahli aktiv und wechselte zur Saison 2020/21 von der dortigen U23 in die erste Mannschaft.

### Nationalmannschaft
Seinen ersten Einsatz in der saudi-arabischen Nationalmannschaft erhielt er am 1. Dezember 2021 bei einer 0:1-Niederlage gegen Jordanien während der Gruppenphase des  FIFA-Arabien-Pokals 2021. Er wurde in der 69. Minute für Bader Munshi eingewechselt.